# Prunus padus

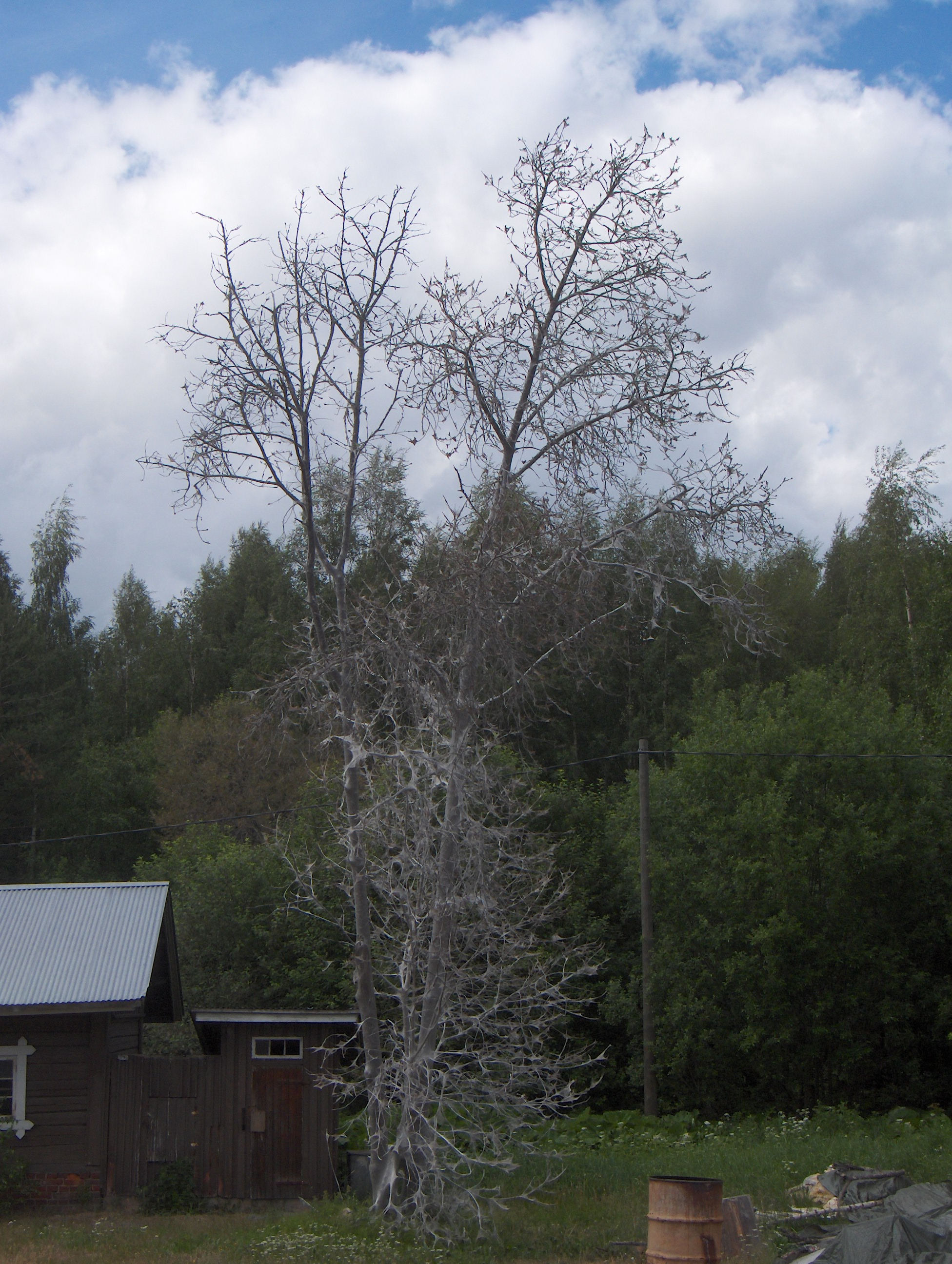
Um azereiro-dos-danados atacado por uma infestação de Yponomeutidae.

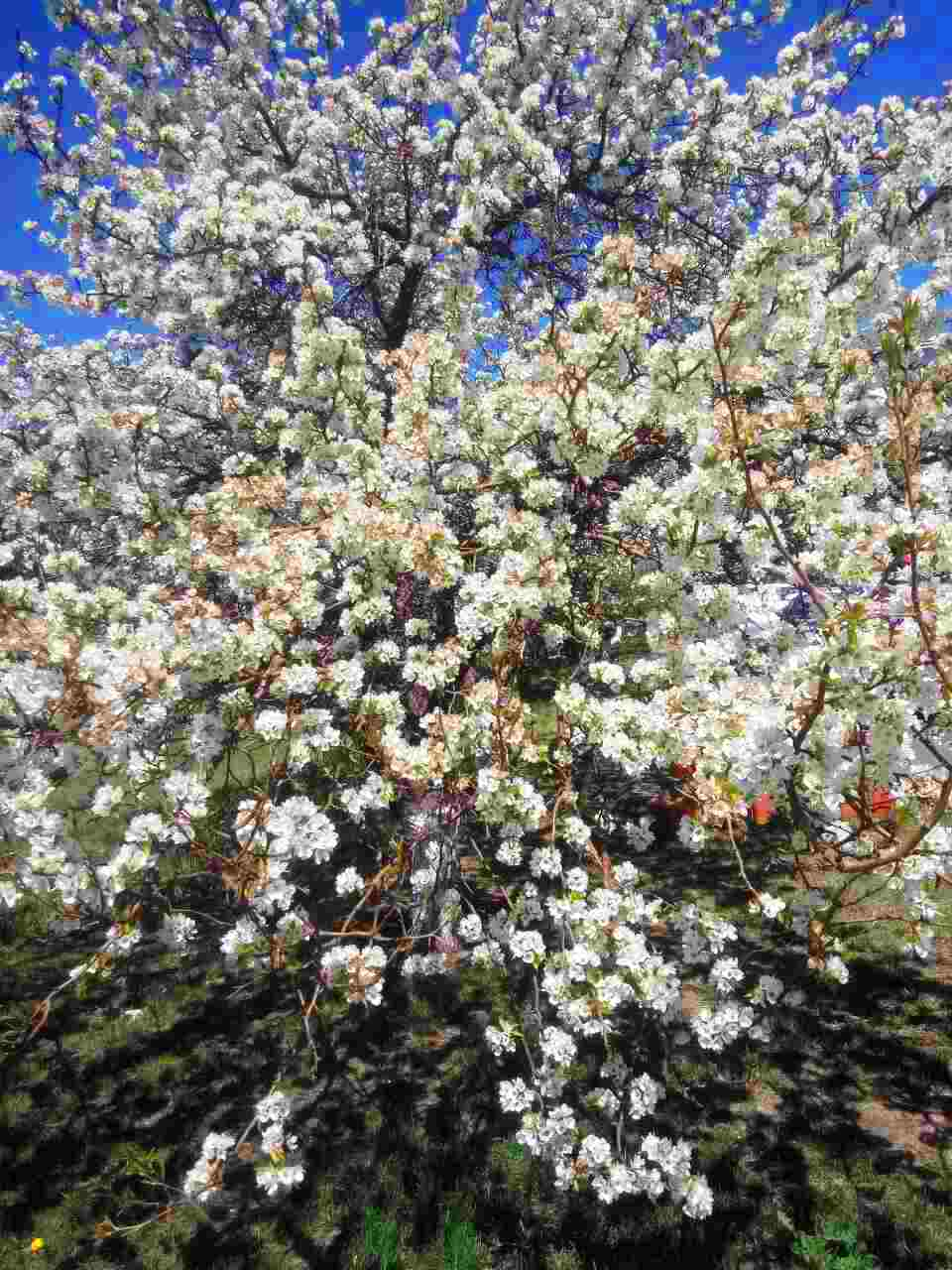
Cereja de floração. Buryatia, Rússia

O azereiro-dos-danados, pado ou pado-do-alvão (Prunus padus L., também referido como Cerasus padus Delarbre e Prunus racemosa Lam.) é uma espécie de cerejeira, nativa do norte da Europa e Ásia setentrional, aparecendo até a norte círculo polar ártico na Noruega, Suécia, Finlândia e Rússia. É a espécie-tipo do subgénero Padus. Apresenta flores hermafroditas dispostas em rácimos, que são polinizadas por abelhas e moscas. É uma árvore de pequeno porte, caducifólia, ou arbustiva, de 8 a 16 m de altura.
Os seus frutos, pretos têm um sabor adstringente e agridoce. É principalmente usado na Europa ocidental, ainda que também seja consumido na Rússia e outras regiões. É um fruto muito procurado por aves. É usado como planta medicinal desde a Idade Média, e acreditava-se que a casca tinha propriedades espirituais que afastavam a Peste.